# Das Piratenschiff
Das Piratenschiff ist ein US-amerikanischer Abenteuer-Stummfilm von George Melford aus dem Jahre 1922 mit Rudolph Valentino und Dorothy Dalton in den Hauptrollen. Der Film basiert auf dem Roman Moran of the Lady Letty (1898) von Frank Norris.

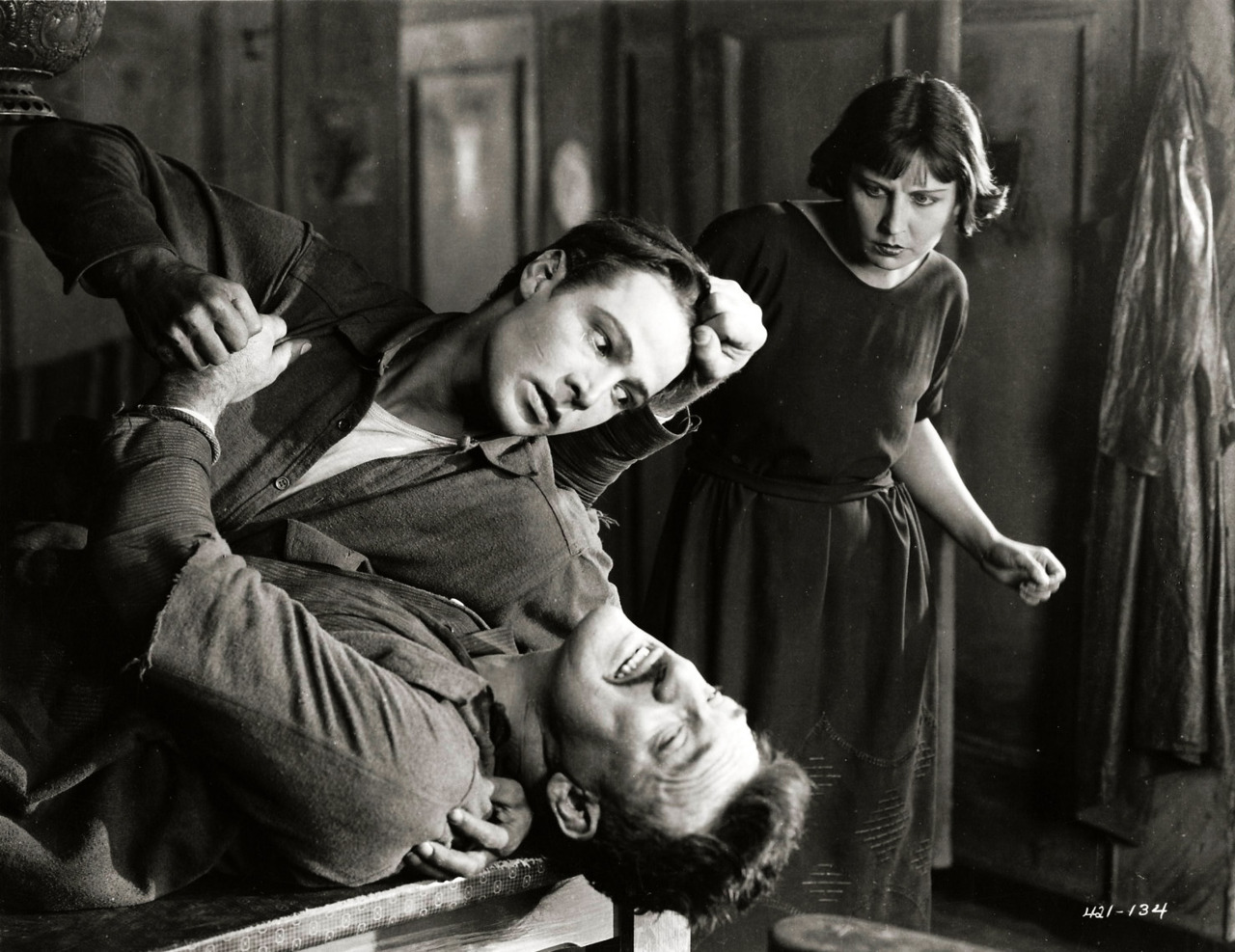
Kampfszene mit Rudolph Valentino (oben) und Walter Long (unten). Rechts: Dorothy Dalton

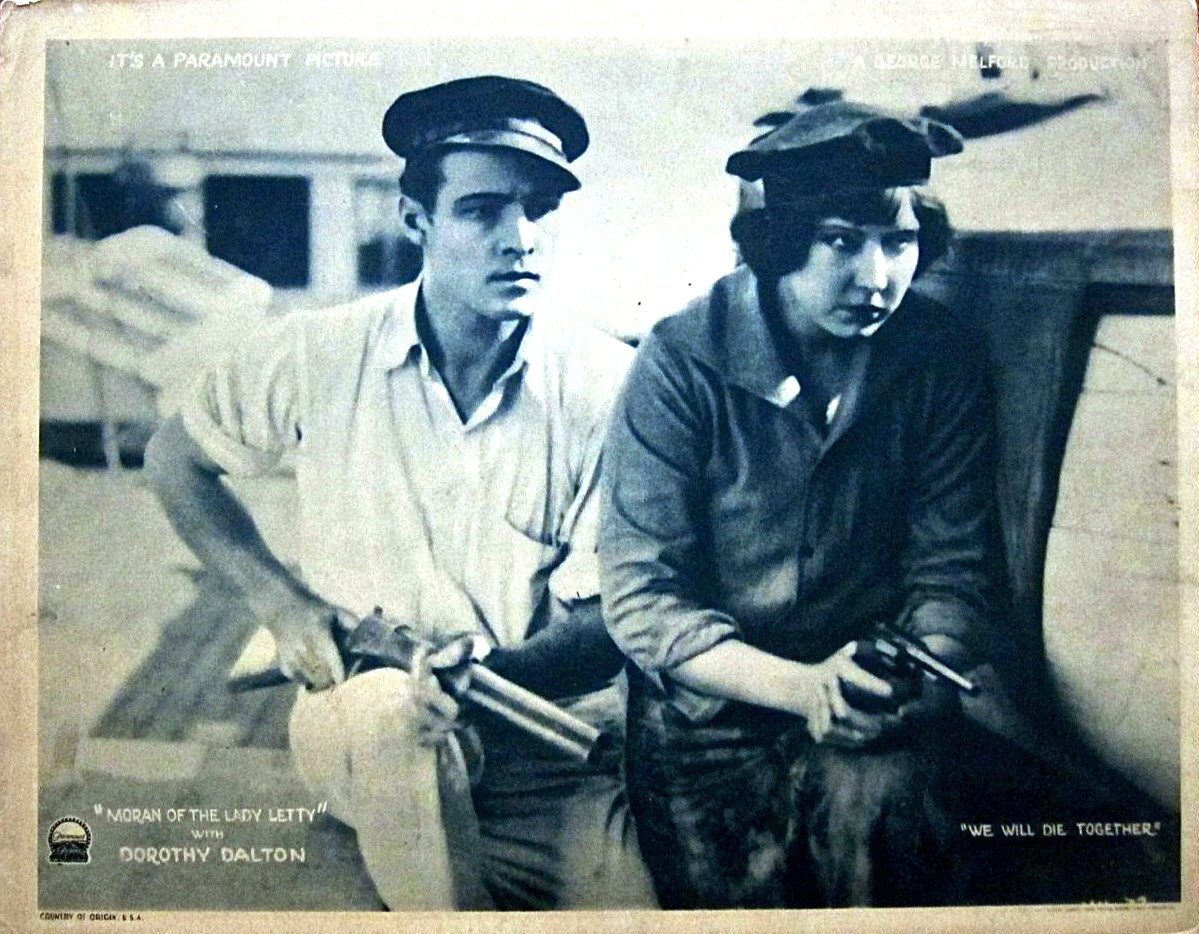
Kino-Aushangfoto mit Valentino und Dalton

## Handlung
Irgendwo in Skandinavien: Hier wächst die junge Moran in der Nähe von Wasser auf. Alles um sie hat mit Meer, Wellen und Schifffahrt zu tun. Denn ihr Vater ist der Schiffskapitän Eilert Sternersen, den sie über alles liebt und der sie von klein auf mit der christlichen Seefahrt zusammengeführt hat. Es ist daher auch nicht weiter verwunderlich, dass Sternersen seine Tochter, die sich auf dem Schiff wie ein erfahrener Seemann auskennt, auf seine großen Fahrten in die weite Welt mitnimmt. In San Francisco lernt die junge Frau eines Tages auf dem Weg zu einer Yachtparty den attraktiven und gesellschaftlich angesehenen Ramon Laredo, Typ „Latin Lover“, kennen. Ramon ist mittlerweile gelangweilt von immer den gleichen gesellschaftlichen Veranstaltungen und Tanzevents, die ihn zu ermüden scheinen. In einen Saloon bekommt Ramon ein Getränk gereicht, das offensichtlich K.-o.-Tropfen beinhaltet; jedenfalls verliert er sein Bewusstsein und wacht erst wieder auf einem Piratenschiff auf, der „Heart of China“. Der Schönling wurde schanghait. Der zu Schmuggelfahrten und Piratenüberfällen nach Mexiko und zurück eingesetzte Seelenverkäufer wird von dem skrupellosen Kapitän Kitchell, einem Mann ohne Ehre und Moral, befehligt. Obwohl Ramon von der Crew und dem Kapitän anfänglich als verhätschelter Schwächling abgetan wurde, kann er bald zeigen, was in ihm steckt und erlangt nach und nach den Respekt aller Männer an Bord, auch wenn ihn Kitchell weiterhin brutal behandelt.
Eines Tages taucht am Horizont ein skandinavisches Schiff auf. Es ist die Lady Letty von Moran und Eilert Sternersen. Ein Feuer ist an Bord ausgebrochen, und man befindet sich in Seenot. Kitchell denkt gar nicht daran, zu helfen, vielmehr wollen er und seine Crew die Lady Letty entern und plündern. An Bord stellen die Schurken fest, dass der größte Teil der Besatzung tot ist. Sie wurde das Opfer von austretenden Kohlegasen. Lediglich ein junger Kerl scheint überlebt zu haben: Es ist die als Mann verkleidete Moran. Ramon rettet „ihn“ und erkennt natürlich sogleich, dass es sich um ein Mädchen handelt, behält aber sein Wissen gegenüber den Piraten und ihrem Anführer Kapitän Kitchell für sich. Als die Mannschaft der „Heart of China“ Mexiko erreicht, bergen sie am Strand einen Schatz. Kitchell, der mittlerweile herausgefunden hat, dass es sich bei dem überlebenden „Seemann“ der Letty um eine Frau handelt, beginnt daraufhin Moran gegenüber Begehrlichkeiten zu entwickeln. Nun ist der Kavalier in Ramon gefragt, der die Jungfräulichkeit des Mädchens zu beschützen hat. Es kommt auf dem Schoner zum Zweikampf zwischen ihm und dem Piratenkapitän, den Ramon für sich entscheiden kann. Ramon übernimmt daraufhin das Kommando auf dem Piratenschiff, und man kehrt nach Kalifornien zurück. Hier versucht Kitchell um letzten Mal, wieder Herr der Lage zu werden und attackiert Moran. Ramon zeigt sich erneut als Retter in der Not. Dabei geht der Schurke über Bord und ertrinkt. Ramon umarmt Moran und sagt ihr, dass er sie heiraten möchte.

## Produktionsnotizen
Zwischen Ende Oktober und Anfang Dezember 1921 mit Außenaufnahmen bei San Francisco, wo man ein komplettes mexikanisches Dorf nachbaute, gedreht, kam Das Piratenschiff am 12. Februar 1922 in die amerikanischen Kinos. Die deutsche und die österreichische Premiere fanden erst im Februar respektive am 7. November 1924 statt, in Österreich wurde der Film unter dem Haupttitel Eines Schurken Untergang vertrieben.

## Kritiken
Die US-Kritiken fielen zum Teil verheerend aus. The Educational Screen beispielsweise nannte Moran of the Lady Letty in seiner Ausgabe vom Juni 1922 als eine der „zehn schlechtesten Produktionen des Jahres (von denen, die bisher rezensiert wurden)“. Der Film wurde als „nicht aggressiv, sondern gleichgültig dürftig“ bezeichnet. 
Die Villacher Zeitung konstatierte immerhin „eine überaus fesselnde Darstellung aus dem Seemannsleben“ und lobte überdies die „herrlichen Aufnahmen aus den interessanten Tropengegenden“ sowie die „romantischen Meeresbilder und Schiffsszenen.“
Österreichs Filmbote versprach: “Rodolfo Valentino und Dorothy Dalton, Naturalisten im besten Sinne, werden die Bewunderung unzähliger Kinobesucher erringen.”